# 가톨릭 오슬로 교구

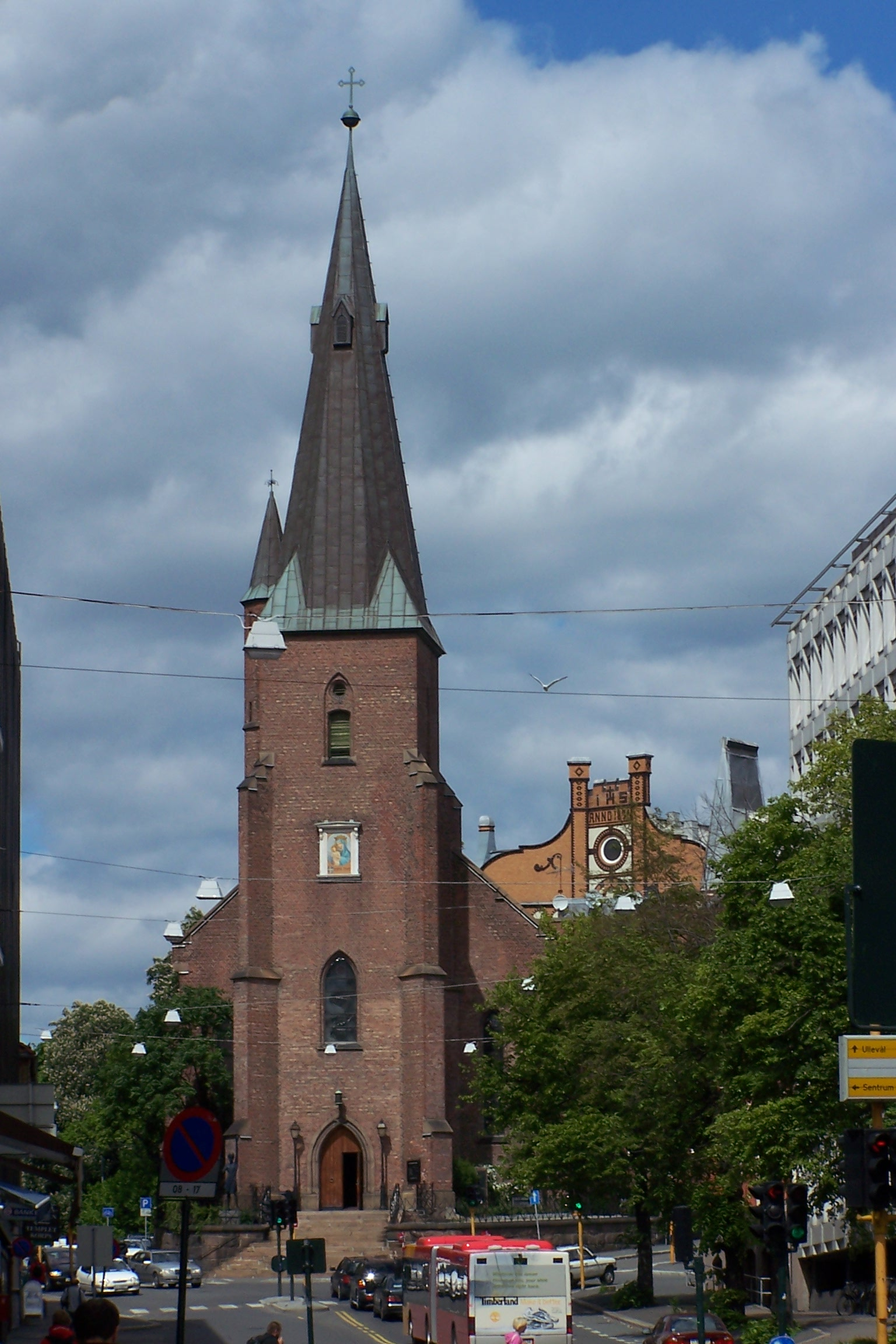

가톨릭 오슬로 교구(라틴어: Dioecesis Osloënsis)는 노르웨이 오슬로의 로마 가톨릭교회 교구이다.

## 역사
1070년경에 오슬로 교구가 설정되었으며, 당시 주교좌 성당은 성 홀바르드 대성당이었다. 1537년 종교 분열의 영향으로 노르웨이의 가톨릭 사도 전승은 단절되었으며, 이후 루터교가 스칸디나비아에서 득세하게 되었다.
1582년 노르웨이와 기타 북유럽의 잔존한 가톨릭교도들은 쾰른 주재 교황 대사의 사목권에 맡겨지게 되었다. 1622년 교황청에 포교성성이 설정되면서 쾰른 주재 교황 대사는 독일 북부만을 담당하게 되었으며, 북유럽 지역은 브뤼셀 주재 대사는 노르웨이와 덴마크를, 폴란드 주재 교황 대사는 스웨덴과 핀란드 및 메클렌부르크를 담당하게 되었다.
1688년 노르웨이 교회는 북유럽 전교 대목구에 편입되었다. 1834년 북유럽 전교 대목구에서 스웨덴 지목구가 분할되면서 노르웨이 교회는 스웨덴 지목구에 편입되었다. 1855년 노르웨이 북부 지역은 북극 지목구의 관할 아래 놓이게 되었지만, 기타 노르웨이 지역은 여전히 스웨덴 지목구의 관할 아래 있었다. 1869년 8월 17일 스웨덴 지목구에서 노르웨이 지목구가 분할되었다. 그리고 1892년 3월 11일에는 노르웨이 교황청 대리구로 격상되었다.
1931년 4월 10일 노르웨이 교황청 대리구는 오슬로 교황청 대리구와 트론헤임 성직자치구, 트롬쇠 성직자치구로 분할되었으며, 이 가운데 오슬로 교황청 대리구가 1953년 6월 29일 스웨덴의 스톡홀름 교구와 같이 독립 교구로 격상되었다.

## 같이 보기
- 노르웨이의 로마 가톨릭교회